# Kate Nauta
Kate Nauta (ur. 29 kwietnia 1982 w Salem) – amerykańska modelka, aktorka i piosenkarka.

## Biografia i kariera
Karierę modelki rozpoczęła w wieku 15 lat. Mając lat 17 wygrała amerykańskie eliminacje agencji modelek Elite Model Look. Obecnie pracuje jako modelka dla Mode Models International. Pracowała również dla domów mody Versace (Sport and Versus) i DKNY, firmy odzieżowej Abercrombie & Fitch oraz dla koncernu kosmetycznego L’Oréal. reklamowała produkty Motoroli.
W 2005 roku zadebiutowała w filmie Transporter 2. Producent i współscenarzysta filmu, Luc Besson po wcześniejszym obejrzeniu jej zdjęć zaproponował jej rolę Loli, nieustraszonej, psychopatycznej morderczyni, mającej ciało supermodelki. Nauta przyjęła propozycję, tym bardziej, że na jej udział w filmie nalegał odtwórca jednej z głównych ról, Jason Statham. Jej piosenki: „Revolution” oraz bonusowa „Brillant Mistake” znalazły się na ścieżce dźwiękowej filmu. 
W 2011 roku jej piosenka „Name Game (Remember)” znalazła się na albumie Anthem Inc. zespołu Naughty by Nature. 
W 2014 roku nagrała swój album z Lennym Kravitzem oraz wyszła za mąż za projektanta wnętrz.

## Filmografia[c]
| Rok  | Tytuł polski       | Tytuł oryginalny           | Rola                     |
| ---- | ------------------ | -------------------------- | ------------------------ |
| 2005 | Transporter 2      | Transporter 2              | Lola                     |
| 2007 | Plan gry           | The Gama Plan              | Tatianna                 |
| 2009 | Właściwy facet     | The Good Guy               | Cynthia                  |
| 2009 | Dziewięć mil w dół | Nine Miles Down            | Jennie Christianson (JC) |
| 2009 |                    | Fear Clinic (serial)       |                          |
| 2010 |                    | Choose                     | Jenna                    |
| 2010 |                    | The Somnambulist           | Nurse Mary               |
| 2013 |                    | Avalanche Sharks (film TV) | Diana                    |
| 2013 |                    | And Then There Was You     | Kayla                    |
| 2013 |                    | 37                         | Dani                     |
| 2015 |                    | Paranormal Abduction       | Nurse Mary               |